# 布鲁西亚河
布鲁西亚河（俄语：Река Брусья），前称图拉穆河（俄语：Река Туламу），是滨海边疆区哈桑区的河流，源起雪豹自然保护区，长19公里，流域面积138平方公里，注入斯拉维扬卡湾。流域内有班布罗沃站。

## 引用
1. ↑  А·П·穆拉诺夫. . 列宁格勒: 气象出版社. 1966 （俄语）.
2. ↑  . 列宁格勒: 气象出版社 （俄语）.
3. ↑  Т·А·基谢尔科瓦娅. . 列宁格勒: 气象出版社. 1977 （俄语）.
4. ↑  . Verumwiki （俄语）.